# Lotononis evansiana
Lotononis evansiana är en ärtväxtart som beskrevs av Burtt Davy. Lotononis evansiana ingår i släktet Lotononis och familjen ärtväxter. Inga underarter finns listade i Catalogue of Life.